# 도키 사다요시 (1580년)
도키 사다요시(일본어: 土岐定義, 1580년 ~ 1619년 2월 22일)는 아즈치모모야마 시대부터 에도 시대 전기까지의 무장, 다이묘이다. 누마타번 도키가(沼田藩土岐家) 시조.
센고쿠 무장 도키 사다마사의 차남으로 태어났다.

## 같이 보기
- 다카쓰키성

| 전임 (도키 사다마사) | 모리야 번 번주 (도키가) 1597년 ~ 1617년 | 후임 막부령(도키 요리유키) |

| 전임 나이토 노부마사 | 제1대 다카쓰키 번 번주 (도키가) 1617년 ~ 1619년 | 후임 도키 요리유키 |